# Drveni ugljen
Drveni ugljen je gorivo koje nastaje pri termičkoj razgradnji suhog drva (13 do 18 % vlage) bez kisika pri zagrijavanju iznad 275 °C (piroliza). Drveni ugljen je mješavina organskih spojeva s 81 do 90 % ugljika, 3 % vodika, 6 % kisika, 1 % dušika, 6 % vlage i 1-2 % pepela. Drveni ugljen daje odličnu toplinu, a vrlo malo dima i plamena. Drveni ugljen se upotrebljava i u druge korisne svrhe: prilikom izrade plinskih maski, filtera za pročišćavanje vode, za izradu olovaka, za premaze za polituru, za zubne paste i u medicini. To je crna spužvasta masa koja ostaje kad organska tvar, životinjskog ili biljnog podrijetla, djelimice izgori. To je, tako reći, skoro čisti ugljik. Komadi drvenog ugljena, načinjena od vrbe, službe umjetnicima kao olovke za crtanje.

## Povijest
Drveni ugljen, ugalj, karbun, ćumur, koristio se tijekom gotovo čitave povijesti čovječanstva, a prvi tragovi potječu još od prije 30 000 godina, kada su njime nacrtani prvi spiljski crteži. Njegova proizvodnja datira još iz brončanog doba i bila je ključna za razvitak metalurgije (plitko ognjište) sve do prijelaza na fosilni ugljen početkom 18. stoljeća (koks). Međutim, drveni ugljen (lat. carbo vegetabilis), i kao sirovina i kao gorivo, još se i danas koristi širom svijeta u različite svrhe: u metalurgiji pri proizvodnji ferolegura; u kemijskoj industriji kao tehnološki važan materijal za dobivanje aktivnog ugljena; u medicini (još ga je Hipokrat preporučivao kao antitoksik!); u vojnoj industriji (barut); u domaćinstvima i ugostiteljstvu najčešće kao gorivo za roštilje.

### Povijest drvenog ugljena u Hrvatskoj
Višestoljetna tradicija proizvodnje, "paljenja" drvenog ("slatkog") ugljena u brdskoplaninskim i šumom bogatim predjelima Hrvatske, zauzimala je važno mjesto u gospodarstvu, ne samo pojedinih obitelji, nego i regionalnih zajednica sve do sredine 20. stoljeća. Nove sirovine, energenti, tehnologije, promjene u načinu života, drugačije potrebe i novi sustavi vrijednosti, u znatnoj su mjeri utjecali na nestajanje pojedinih, ili većine, tradicijskih obrta i zanimanja, iako su neki od njih stoljećima bili temelj obiteljskog opstanka, ili pak dopunska djelatnost privremenog ili sezonskog karaktera, kao što je to slučaj i s proizvodnjom, raspodjelom i primjenom drvenog ugljena. Ipak, i na početku 21. stoljeća ta se tradicija može zabilježiti u tragovima od Ćićarije, Gorskog kotara i Like, preko Korduna, Banovine, Hrvatskog zagorja do nekih predjela Slavonije.
Karbunice, kope i mulci (manje kope napravljene od ostataka nekarboniziranih drva) počinju se graditi okomitim slaganjem drva u krug u dvije ili tri razine na kopišću, tako da se od kružne osnove prema vrhu svodi u obliku stošca. U prvom, donjem redu uglavnom su cjepanice duljine (visine) oko dva metra, u drugom oko metar, a u trećem, na vrhu, oko 30-40 centimetra. Po tako formiranom stošcu visine do tri metra slaže se navlaženo lišće (perje), a i trava. Na to dolazi ugljena prašina (braška) od ranijih paljenja pomiješana s vlažnom zemljom. Na tako složenoj karbunici naprave se rupe (škulje, pipe) kroz koje će izlaziti dim i u procesu sagorijevanja zatvaraju se od vrha prema dnu. Znak da gornje redove rupa treba zatvarati pojava je gustoga plavog dima, a onda se otvaraju one niže sve dok se postupak, koji traje, zavisno od količine drveta (najčešće od 20 do 70 m3), odnosno veličine karbunice. Na području Ćićarije postoje dvije tradicije paljenja, ovisno o tome pale li se od podnožja ili od vrha "glave", iako se neznatno razlikuju konstrukcijski detalji.
Takav, stari, izvorni način gradnje karbunica i kopa zadržao se u nekim slučajevima sve do najnovijeg doba u Istri i Gorskom kotaru (gdje se uz list još pokriva i slamom, paprati, kukuruzovinom i piljevinom), a samo rijetko kada ga koriste istočnije, gdje je zamijenjen zidanjem od cigle (opeke) kupolastih vugljenica i ugljenara, ugljara. U Hrvatskom zagorju, na sjevernim obroncima Ivanščice, u selima Prigorec i Ivanečka Željeznica, mogu se naći stare vuglenice posve slične ćićarijskim i gorskokotarskim. U tom području vugleničarstvo je tijekom 19. i sve do polovice 20. stojeća bilo vrlo rašireno zanimanje. Zapravo je postojala povezanost ugljenara talioničara i kovača, jer su u neposrednoj blizini dugo u radu bili rudokopi iz kojih je eksploatiran cinkov karbonat i olovna ruda galenit, a u nedalekoj Kuljevčici postojala je talionica cinka, što je dalo zamaha takvoj djelatnosti u drugoj polovici 20. stoljeća, a poslove su koordinirali Societe Anonime Matalurgiqe Austro-Belge i Bečko industrijalno ugljenarsko društvo.
Vuglenica se počinje raditi na kružnoj osnovi tako da se uspravno slažu drva oko četiri gabrova (grabova) kolca, da bi se onda pokrivala (grasanje) lišćem, jelovim granama, ugljenom prašinom, zemljom i "šumskim pijeskom". Najteži je posao kada se gazi, pešta ili, kako kažu, boka se 5-6 puta, tako da se otvori glava koja je zbog spuštanja ugljena meka, a posebno kada se poslije 10 - 15 dana štora. Štoranje, raskopavanje vuglenice i vađenje ugljena obavlja se u ranim jutarnjim satima zalijevanjem vodom i hlađenjem.  Vuglenice (ponekad kažu i peći) mahom su zidane do visine oko 3 metra. Na razini tla (podnice) nalazi se ulaz, kroz koji započinje punjenje drvima i koji se zatvara željeznim metalnim vratima, kada vuglenica izgara i kroz koji se vadi dobiveni ugljen. Na vrhu je
vuglenice otvor (grot) kroz koji se nameće, do kraja puni vuglenica, i do njega se naslanja drvena konstrukcija, platforma (trepa) preko koje se donosi drvo za paljenje. U donjem dijelu vuglenice slažu se veće cjepanice, a prema vrhu tanji komadi promjera do 8 centimetara (priglin i runt), te gule – otpad koji se ne da kalati. Pali, vužga se od vrha, a tijekom izgaranja rupe dimnice zatvaraju se od vrha prema dolje. Proces izgaranja (dogarjanja) u takvim vuglenicama u prosjeku traje desetak dana, a onda se hladi 4 - 5 dana prije nego što se otvori, a drveni ugljen vadi i pakira.
Danas u Hrvatskoj postoji samo jedan industrijski proizvođač drvenog ugljena. To je “Belišće d.d.”, koje ga radi na bazi suhe destilacije. Postoji i nekoliko manjih obrtnika koji koriste zidane peći i uglavnom su kooperanti nekoga drvoprerađivačkog pogona (na primjer u Križevcima). Slične ugljenare još uvijek rade u Garešnici i Buzetu. Činjenica je da ugljenari, kojima je ta djelatnost bila tradicija kroz više naraštaja, bez obzira na neke prilagodbe i unapređenja u tehnici gradnje ugljenara, "odbrojavaju zadnje dane".

## Tradicionalna proizvodnja drvenog ugljena
U Hrvatskoj, tradicionalna proizvodnja drvenog ugljena trenutno je prevladavajuća tehnika proizvodnje, koja se ne iskazuje u količinama proizvedenog drvenog ugljena, već u broju ljudi koji rade u proizvodnji. Količina tradicionalno proizvedenog drvenog ugljena, u kojoj je angažirano više od 800 ljudi, manje ili više je jednaka količini koju proizvede jedan industrijski pogon za proizvodnju drvenog ugljena s 26 zaposlenika.
Tradicionalna proizvodnja drvenog ugljena uglavnom se odvija u ruralnim područjima u blizini sirovine (šumska područja). Dvije su podskupine tradicionalnih proizvođača. Obje potječu iz obiteljske tradicije, no u jednoj su skupini ostali povremeni proizvođači, a drugu čine registrirani proizvođači drvenog ugljena kojima to predstavlja poslovnu djelatnost. Tradicionalna proizvodnja drvenog ugljena u ciglenim pećima je radno intenzivna djelatnost. Treba napomenuti kako je na pećima zabilježen znatan broj pojedinačnih poboljšanja. Poboljšanja su izvršena u cilju poboljšanja učinkovitosti karbonizacije ili skraćenja postupka proizvodnje drvenog ugljena (na 3 dana). 
Tradicionalni proizvođači predložili su podjelu tradicionalne male i srednjevelike proizvodnje drvenog ugljena, s gospodarskog pogleda, na četiri glavna dijela:
- Izgradnja ciglene peći,
- Prikupljanje i priprema drva,
- Karbonizacija,
- Završna obrada s pakiranjem i prodaja.

Pod srednjevelikom proizvodnjom smatra kako jedan proizvođač proizvodi drveni ugljen u najmanje dvije ciglene peći.

### Izgradnja ciglene peći
Za gradnju peći koriste se stare pune opeke, čelična mreža, čelik za armiranje, čelična vrata i pokrovna ploča, cement, vapno, šljunak, pijesak i glina. Na temelju iskustva tradicionalnih proizvođača drvenog ugljena, životni vijek ciglenih peći se procjenjuje na 8 godina, uz jedan proizvodni ciklus mjesečno. Količina drvne ulazne sirovine po jednoj peći iznosi otprilike 27,51 m3, a količina dobivenog drvenog ugljena 4 680 kilograma.

### Prikupljanje i priprema drva
Drveni ugljen se proizvodi iz različitih vrsta drva, vrlo često od bukve i graba. Zanimljivo je primijetiti kako neregistrirani proizvođači znaju da se uporabom isključivo bukve i graba za proizvodnju drvenog ugljena dobiva drveni ugljen najviše kakvoće. U postupku optimizacije proizvodnje oni miješaju dvije navedene vrste drva s ostalima u omjeru 70:30, kako bi dobili drveni ugljen tržišne kakvoće. Nadalje, ulazno drvo se također miješa i prema obliku, kako bi se postiglo sagorijevanje s poželjnim svojstvima. Drvo se kupuje na javnim dražbama koje organiziraju Hrvatske šume d.d. ili se prikuplja iz šume uz dopuštenje šumara. Izvlačenje drva iz šume uobičajeni je dio prakse upravljanja šumama kada proizvođači drvenog ugljena čiste šumu nakon preborne sječe u mladim šumama (20 – 30 godina). Uobičajena naknada za njihov rad je prikupljeno drvo, bez naplate. Postupak se može razdijeliti na dva dijela: sječa drva i priprema te prijevoz. Proizvođači drvenog ugljena radije prikupljaju drvo iz šuma umjesto kupovine na javnim dražbama, jer se utrošeni rad ne smatra troškom.

### Karbonizacija
Proces karbonizacije traje od 10 do 15 dana, ovisno o vrsti drva i udjelu vlage. Postupak hlađenja taje 7 do 8 dana, a proizvođači ponekad koriste vodu kako bi ubrzali hlađenje, što značajno snižava kakvoću drvenog ugljena. 

### Pakiranje i prodaja
Glavna oprema za pakiranje drvenog ugljena je dizalo (elevator) koji, zajedno s papirnim vrećama, predstavlja ukupne materijalne troškove pakiranja.

## Novije tehnologije proizvodnje drvenog ugljena
Postoje mnogobrojni postupci karbonizacije drva koji ovise o tradiciji, lokalnoj sredini, vrsti ulazne sirovine, klimatskim uvjetima, dostupnosti i cijeni radne snage, dostupnim tehnologijama, namjeni drvenog ugljena, potražnji na tržištu, itd. Bez obzira na to, sve tehnike karbonizacije mogu se podijeliti prema tri osnovna postupka, a to su:
- Unutarnje zagrijavanje,
- Vanjsko zagrijavanje,
- Zagrijavanje s recirkuliranim plinom.

Navedene se tehnike međusobno razlikuju po kriterijima učinkovitosti i duljine postupka karbonizacije. Učinkovitost proizvodnje drvenog ugljena utvrđuje omjer težine iskorištene ulazne sirovine (ulaz) i dobivenog drvenog ugljena (izlaz). Proces karbonizacije uključuje pripremu ulazne sirovine (sušenje), karbonizaciju i hlađenje drvenog ugljena.

### Unutarnje zagrijavanje
Postupak unutarnjeg zagrijavanja se koristi u tradicionalnoj proizvodnji drvenog ugljena u jamama i pećima, u kojoj se dio ulazne sirovine sagorijeva pod kontroliranim protokom zraka, kako bi se dobila toplina potrebna za karbonizaciju preostalog drva. Očekivana učinkovitost je do 30 %, a duljina proizvodnog postupka varira od 6 do 30 dana. Postupkom CML poboljšava se postupak unutarnjeg zagrijavanja uz skraćivanje proizvodnog postupka na 22 do 24 sata.
Postupak CML se temelji na konvencionalnom sustavu s djelomičnim sagorijevanjem (piroliza), a povezan je s posebnom jedinicom za obradu plina, što omogućuje sagorijevanje pirolitičkih plinova nastalih karbonizacijom drva. Postupak CML se nadzire automatski sustavom za kontinuirani nadzor i upravljanje. Ukupni proizvodni kapacitet standardne jedinice od 12 peći je oko 3 000 tona drvenog ugljena godišnje, a energetski sadržaj karbonizacijskog plina iznosi 3,6 MW/tona. Kapacitet pogona za karbonizaciju se teško povećava nakon izgradnje pogona, jer su posude obložene vatrostalnim betonom i povezane cijevima sa središnjom komorom za sagorijevanje. U praksi broj čeličnih retorti se mijenja od 4 do 12. Procesni modul se sastoji od 12 povezanih cilindričnih peći, svaka kapaciteta 16 m3. Zrak za postupak karbonizacije u svakoj se peći nadzire ručnim ventilima smještenim na donjem dijelu peći. Pirolitičke pare se isisavaju na vrhu.

### Postupak vanjskog zagrijavanja
Postupak vanjskog zagrijavanja često se naziva karbonizacija u retorti, jer se karbonizacija odvija u retorti koja se grije izvana, a u reaktor ne ulazi kisik. Osnovni model obično se sastoji od parova posuda u kojem se prva posuda grije pomoću vanjskog izvora energije. Nakon početka pirolize, pare drvenog octa se prenose u komoru za sagorijevanje i sagorijevaju, čime se dobiva energija za zagrijavanje druge posude. Nakon početnog paljenja iz vanjskog izvora, postupak koristi vlastitu energiju – ekstrahirane pare iz jedne posude koriste se u procesu karbonizacije koji se odvija u drugoj posudi. Karbonizacija s vanjskim zagrijavanjem je neprekinuti postupak karbonizacije.
Sustav CTR (eng. Carbo Twin Retort) koristi postupak vanjskog zagrijavanja za postupak karbonizacije. Učinkovitost iznosi do 32 %, a postupak karbonizacije traje 24 sata. Jedini industrijski proizvođač drvenog ugljena u Hrvatskoj, Belišće d.d., također koristi postupak karbonizacije u retorti. Njezina je učinkovitost oko 20 %, a postupak karbonizacije traje 24 sata.

### Postupak zagrijavanja s recirkuliranim plinom
U postupku zagrijavanja s recirkuliranim plinom, pare drvenog octa koje su sagorile u vanjskoj komori za sagorijevanje, usmjeravaju se u reaktor u kojem dolaze u izravni kontakt s ulaznom sirovinom. Učinkovitost dostiže i do 34 %, a postupak karbonizacije traje od 16 do 20 sati. Najvažniji predstavnici ove tehnologije su Degussa i Lambiotte neprekinuti postupci karbonizacije.

## Bioelektrane na drvnu biomasu u Hrvatskoj
Kako je Hrvatska bogata šumskim pokrovom (čak 37 % ukupnog državnog teritorija), sve se više razmišlja o iskorištavanju tog potencijala za dobivanje energije. Naime, i dosad se u Hrvatskoj od otpadnog drveta dobivao neki vid energije, uglavnom toplinske, no radilo se o malim količinama i velikim gubicima. Na tržištu se pojavio, mnogi stručnjaci kažu i revolucinarni, proizvod austrijske tvrtke XYLO Gas, bioelektrana na drvni otpad, s iskorištivošću energije od oko 77 %, te bez ispuštanja ikakvih plinova u okoliš (pogon bez dimnjaka). Ova bioelektrana proizvodi ukupno 27 % električne energije, te 42 % topline. U Hrvatskoj je pred završetkom potpisivanje ugovora za četiri bioelektrane, po dvije u Lici i Gorskom kotaru, a za sustav su posebno zainteresirane sredine u kojima je biomasa već na neki način bila iskorištavana, te postoji infrastruktura za njezinu uporabu. Projekt je posebno zanimljiv u područjima Hrvatske u kojima je šumarstvo i drvna industrija razvijena zbog činjenice da godišnje u našoj zemlji propadne oko milijun tona otpadnog drva.
Elektrana na biomasu radi tako da drvo pretvara u drvni plin, a nakon toga drvni plin u energiju. Jedini ostatak, oko 5 do 10 %, je drveni ugljen, koji se može ili iskoristiti za prodaju ili u dodatnom procesu unutar elektrane potpuno spaliti. Na principu 2 elektrane snage od jednog MW, energiju, toplinsku i električnu, može imati 700 kućanstava.

## Drveni ugljen za pogon motornih vozila
Misao da se drveni ugljen pretvori suhom destilacijom u drvni plin, stara je skoro 200 godina. Prema podacima francuske literature (M. Theodor) prvi pokušaj je izveden 1818., kada je neki vlasnik kovačnica htio da plin proizveden iz drvenog ugljena upotrijebi za loženje svojih peći. Međutim tek nakon 20 godina, oko 1840. zbila se prva industrijska primjena plina od drvenog ugljena u Engleskoj, te u jednoj tvornici porculana u Francuskoj. Prema njemačkoj literaturi (Uhlmann: Enz. der chem. Techn.) prvi pokušaji u tom pravcu izvedeni su 1842. u talionici željeza St. Stephan u Štajerskoj. Prvi motor na drvni plin proradio je 1884. u Manchesteru, koji je koristio antracit i pregrijanu vodenu paru. 
Upotreba drvnog plina iz drvenog ugljena za motorna vozila pokušalo se prvo na motornim čamcima, a zatim na kopnenim teretnim vozilima (1905.). Prvi ozbiljnije provjeren pokušaj izveden je u Francuskoj travnja 1910., na autobusu koji je vozio od Montmartrea do Place Saint-Michel. Ugodnost motora gonjenog s benzinom nije silila ljude da se dalje zabavljaju ovim problemom i da ga nastoje riješiti sve do kraja Prvog svjetskog rata. Rat je pokazao, u kako se slabom položaja nalaze uvozne zemlje zbog benzina potrebnog za pogon motornih vozila, pa je potakao da se potraže drugi izvori energije. Tako je od 1917. do 1918. Direction des Inventions (Direkcija izuma) provodila pokuse s vozilima na putu od Pariza do Rouena. 1922. je po prvi put priređeno izložbeno natjecanje kamiona na pogon drvnim plinom. 1927. provode francuske vojne vlasti pokuse s kamionima opterećenim s teretom oko 3 tone i ti su se kamioni tjerani drvnim plinom drvenog ugljena na udaljenosti od 35 km, s usponom od 8 do 11 % posve dobro držali. 
Motorna vozila na drvni plin su se značajno koristila za vrijeme Drugog svjetskog rata, a samo u Njemačkoj ih je bilo oko 500 000. Pirolitički kotlovi su se ugrađivali na kamione, autobuse, traktore, motocikle, brodove i vlakove. 1942. je bilo oko 73 000 motornih vozila na drvni plin u Švedskoj, 65 000 u Francuskoj, 10 000 u Danskoj i gotovo 8 000 u Švicarskoj. 1944. u Finskoj je bilo 43 000 motornih vozila na drvni plin, od čega 30 000 autobusa i kamiona, 7 000 automobila, 4 000 traktora i 600 čamaca. I danas se takva vozila mogu naći u Singapuru, Kini, Rusiji i Sjevernoj Koreji.

## Vanjske poveznice
- Drveniugljen.hr  Arhivirana inačica izvorne stranice od 2. studenoga 2010. (Wayback Machine)
- Bezdimniugljen.hr  Arhivirana inačica izvorne stranice od 19. lipnja 2020. (Wayback Machine)
- Drvni ugljen Hrvatska tehnička enciklopedija, portal hrvatske tehničke baštine. LZMK